# Bulbophyllum blepharochilum
Bulbophyllum blepharochilum là một loài phong lan thuộc chi Bulbophyllum.